# USS Winslow (DD-359)
USS Winslow (DD-359/AG-127) là một tàu khu trục lớp Porter được Hải quân Hoa Kỳ chế tạo vào giữa những năm 1930. Nó là chiếc tàu chiến thứ ba của Hải quân Hoa Kỳ được đặt cái tên này, và là chiếc đầu tiên được đặt theo cả tên Chuẩn đô đốc John Ancrum Winslow (1811-1873) lẫn cháu họ ông, Đô đốc Cameron McRae Winslow (1854-1932). Winslow đã phục vụ trong Chiến tranh Thế giới thứ hai cho đến khi xung đột kết thúc, được cho ngừng hoạt động năm 1950 và bị bán để tháo dỡ năm 1959.

## Thiết kế và chế tạo
Winslow được đặt lườn vào ngày 18 tháng 12 năm 1933 tại xưởng tàu của hãng New York Shipbuilding Corporation ở Camden, New Jersey. Nó được hạ thủy vào ngày 21 tháng 9 năm 1936, được đỡ đầu bởi cô Mary Blythe Winslow; và được cho nhập biên chế tại Xưởng hải quân Philadelphia vào ngày 17 tháng 2 năm 1937 dưới quyền chỉ huy của Hạm trưởng, Trung tá Hải quân Irving R. Chambers.

## Lịch sử hoạt động

### Trước chiến tranh
Winslow hoàn tất viêc trang bị vào tháng 10 năm 1938, vào ngày 19 tháng 10 đã lên đường cho chuyến đi chạy thử máy đưa nó đến nhiều cảng tại Châu Âu. Khi quay trở về nhà, nó hoàn tất việc chạy thử máy nghiệm thu ngoài khơi bờ biển Maine, và được phân về Hải đội Khu trục thuộc Lực lượng Chiến trận tại Thái Bình Dương. Vào đầu năm 1938, nó vượt qua kênh đào Panama để gia nhập Hải đội Khu trục 9 tại San Diego, California. Trong ba năm tiếp theo, nó tiến hành các hoạt động tại khu vực Đông Thái Bình Dương từ cảng nhà San Diego, chủ yếu giữa vùng bờ Tây và quần đảo Hawaii.
Đến năm 1941, khi mà Chiến tranh Thế giới thứ hai tại châu Âu đã bước sang năm thứ hai, nảy sinh nhu cầu phải tăng cường lực lượng Hải quân Hoa Kỳ tại Đại Tây Dương. Vì vậy, Winslow băng qua kênh đào Panama vào tháng 4, và sau khi ghé qua vịnh Guantánamo, Cuba, đã trình diện để hoạt động tại Norfolk, Virginia. Mùa Hè năm đó, nó tiến hành huấn luyện cùng các tàu ngầm ngoài khơi bờ biển New England; và sau đó tham gia hoạt động Tuần tra Trung lập, đặc biệt là việc theo dõi các con tàu thuộc phe Vichy Pháp tại Martinique và Guadeloupe ở quần đảo Antilles thuộc Pháp. Vào đầu tháng 8, chiếc tàu khu trục gia nhập cùng Tuscaloosa (CA-37) để hộ tống cho chiếc tàu tuần dương hạng nặng Augusta (CA-31) đưa Tổng thống Franklin D. Roosevelt đi đến Argentia, Newfoundland cho cuộc hội đàm cùng Thủ tướng Winston Churchill, mà kết quả là việc công bố Hiến chương Đại Tây Dương.
Sau khi hộ tống các tàu vận tải chuyên chở lực lượng tăng cường đến Iceland, Winslow đi đến Halifax, Nova Scotia vào đầu tháng 11 và trở thành một đơn vị thuộc lực lượng hộ tống Hoa Kỳ đầu tiên đi sang phía Đông. Đoàn tàu WS-12X, đi ngang qua mũi Hảo Vọng để hướng đến Singapore, khởi hành từ Halifax vào ngày 10 tháng 11. Ngay trước khi đoàn tàu đi đến Cape Town, Nam Phi, nơi các tàu hộ tống được cho tách ra để hướng về nhà, họ nhận được tin tức về việc Hải quân Đế quốc Nhật Bản bất ngờ tấn công Trân Châu Cảng.

### Thế Chiến II
Sau khi tách khỏi đoàn tàu vận tải tại Cape Town, Winslow quay trở về Hoa Kỳ nơi nó được điều động vào Đệ Tứ hạm đội dưới quyền Phó đô đốc Jonas H. Ingrain, vốn được hình thành cho nhiệm vụ tuần tra trung lập ngoài khơi  Nam Đại Tây Dương. Nó tuần tra tại khu vực giữa Brazil và Châu Phi, truy tìm tàu ngầm và tàu vượt phong tỏa Đức Quốc xã cho đến tháng 4 năm 1944; từng hai lần quay trở về Hoa Kỳ một thời gian ngắn, vào tháng 6 năm 1942 và tháng 10 năm 1943, để được sửa chữa tại Charleston, South Carolina.
Vào tháng 4 năm 1944, chiếc tàu khu trục bắt đầu hộ tống các tàu chiến mới chế tạo từ Boston, Massachusetts đi ngang qua Norfolk để đến Tây Ấn. Sau ba chuyến đi như vậy, nó bắt đầu hộ tống các đoàn tàu vận tải từ New York đến Anh Quốc và Ireland từ tháng 8, thực hiện năm chuyến đi khứ hồi vượt Đại Tây Dương trước khi lại đi đến Charleston vào tháng 3 năm 1945 cho một đợt đại tu kéo dài bốn tháng. Đang khi trong ụ tàu, các dàn ống phóng ngư lôi của nó được tháo dỡ, thay thế pháo 5 inch đơn dụng bằng kiểu đa dụng có khả năng phòng không, cũng như bổ sung 16 khẩu Bofors 40 mm và bốn khẩu Oerlikon 20 mm nhằm chuẩn bị cho việc phục vụ tại Thái Bình Dương.
Tuy nhiên, sau khi hoàn tất việc huấn luyện ôn tập và chạy thử máy ngoài khơi vịnh Casco, Maine, xung đột tại Viễn Đông kết thúc. Vì thế, Winslow được giao vai trò thử nghiệm các kiểu vũ khí phòng không mới. Vào ngày 17 tháng 9 năm 1945, con tàu được xếp lại lớp như một tàu phụ trợ với ký hiệu lườn AG-127.

### Sau chiến tranh
Winslow tiếp tục các hoạt động thử nghiệm cùng Lực lượng Phát triển Tác chiến cho đến khi được cho xuất biên chế vào ngày 28 tháng 6 năm 1950. Nó được đưa về thành phần dự bị, neo đậu cùng Đội Charleston, Hạm đội Dự bị Đại Tây Dương, cho đến khi được tuyên bố là không còn thích hợp để hoạt động trong tương lai vào ngày 5 tháng 12 năm 1957. Tên nó được cho rút khỏi danh sách Đăng bạ Hải quân cùng ngày hôm đó, và lườn tàu bị bán vào ngày 23 tháng 2 năm 1959 để tháo dỡ.